# Trigonura algerti
Trigonura algerti är en stekelart som beskrevs av Burks 1959. Trigonura algerti ingår i släktet Trigonura och familjen bredlårsteklar. Inga underarter finns listade i Catalogue of Life.